# Sillago megacephalus
Sillago megacephalus är en fiskart som beskrevs av Lin, 1933. Sillago megacephalus ingår i släktet Sillago och familjen Sillaginidae. Inga underarter finns listade i Catalogue of Life.